# Starrcade (1996)
Starrcade '96 fue la decimocuarta edición de Starrcade, un evento de pago por visión producido por la World Championship Wrestling (WCW). El evento tuvo lugar el 29 de diciembre de 1996 desde el Auditorio Municipal de Nashville, Tennessee.

## Resultados
- Dark match: Mascarita Sagrada & Octagoncito derrotaron a Jerrito Estrada & Piratita Morgan (7:00)[1]
  - Mascarita Sagrada cubrió a Morgan
- El J-Crown The Ultimate Dragon (con Sonny Onoo) derrotó a Dean Malenko en un Unification match, ganando el Campeonato Peso Crucero de la WCW. (18:30)
  - Dragon cubrió a Malenko después de un "Tiger suplex"[2]
- Akira Hokuto (con Sonny Onoo y Kensuke Sasaki) derrotó a Madusa ganando el Campeonato Femenino de la WCW (7:06)
  - Hokuto cubrió a Madusa después de una "Missile Dropkick"[2]
  - Esta lucha coronó a la primera campeona
- Jushin Liger derrotó a Rey Mysterio, Jr. (14:16)
  - Liger cubrió a Mysterio después de una "Liger Bomb".
- Jeff Jarrett derrotó a Chris Benoit (con Woman) en un No DQ match (13:48)
  - Jarrett cubrió a Benoit después de un golpe con una silla de Kevin Sullivan[2]
  - Durante la lucha, Arn Anderson interfirió en contra de Jarrett
- The Outsiders (Scott Hall & Kevin Nash) (con Syxx) derrotaron a The Faces of Fear (Meng & The Barbarian) (con Jimmy Hart) reteniendo el Campeonato Mundial en Parejas de la WCW (11:52)
  - Nash cubrió a The Barbarian después de una "Jacknife Powerbomb.[2]
- Eddie Guerrero derrotó a Diamond Dallas Page ganando el vacante Campeonato Peso Pesado de los Estados Unidos de la WCW (15:20)
  - Guerrero cubrió a Page después de un "Frog Splash".[2]
  - Después de la lucha, The Outsiders atacaron a Guerrero
  - Durante la lucha, The Outsiders interfirieron en contra de Page
- Lex Luger derrotó a The Giant (13:23)
  - Luger cubrió a Giant después de pegarle en la cabeza con un bate.[2]
- Roddy Piper derrotó a Hollywood Hogan (con Ted DiBiase) (15:36)
  - Piper derrotó a Hogan después de un sleeper hold.[2]